# Lorenzo Hammarsköld
Lorenzo Hammarsköld, egentligen Lars Hammarskjöld, född 7 april 1785 på Tuna gård i Tuna socken i Kalmar län, död 15 oktober 1827 i Stockholm, var en svensk litteraturhistoriker, konsthistoriker, kritiker och översättare.
Han var son till kaptenen och kammarherren Carl Gustaf Hammarsköld (1729–1799) och Catharina Mariana Breitholtz (1748–1812) och därmed ättling i femte led till Peder Mikaelsson Hammarskjöld. Lorenzo Hammarsköld var bror till Arvid Hammarskjöld.

## Studier
Lorenzo Hammarsköld blev 1801 student vid Uppsala universitet och 1805 filosofie kandidat samt disputerade 1806. Redan dessförinnan hade han börjat sin författarverksamhet. År 1803 bildade några studenter, mest östgötar, sällskapet Vitterhetens vänner (V.V.) där Hammarsköld var den ledande kraften tillsammans med bland andra Wilhelm Gabriel Lagus, Leonard Fredrik Rääf, Clas Livijn, Carl Hallström. Livijns och Hammarskölds bekantskap började vid denna tid och ledde till en livlig brevväxling (1803–1810; i utdrag offentliggjord av Rudolf Hjärne i Dagen före drabbningen, 1882). Där framgår att Hammarsköld redan tidigt befann sig i opposition mot den akademiska efterklangspoesin och var förtrogen med grekisk, tysk och även äldre svensk poesi. Han strävade efter att för Sverige bli något av vad Lessing varit för Tyskland.

## Bibliotekarie
Till följd av för litet antal betyg måste Hammarsköld avstå från att promoveras 1806 och begav sig i stället till Stockholm, där han på hösten samma år inskrevs som extra ordinarie amanuens i Kungliga biblioteket. Han utnämndes 1809 till andre, 1811 till förste amanuens där, promoverades 1812 till filosofie magister och erhöll 1826 titeln kunglig bibliotekarie. Flera år var han även notarie i Boktryckerisocieteten. 

## Författarskap och skönlitterär kritik
I Stockholm var Hammarsköld verksam med översättningar och imitationer efter äldre och nyare skalder (1806), försök att översätta dikter (1807), försök till en kritik över Friedrich Schiller (1808), som är den nyromantiska kritikens första svenska verk och åtskilliga tidningsuppsatser av blandat innehåll. Han prisbelöntes 1809 av Vetenskaps- och vitterhetssamhället i Göteborg för tolkningen av en rapsod ur Iliaden. 
Det blev Hammarsköld och hans stockholmsvänner, Agardh och Askelöf, inte Uppsalaromantikerna (Atterbom med flera), som öppnade fälttåget mot den härskande efterklangslitteraturen i Sverige och "gamla skolans" livs- och konståskådning. I den av Askelöf redigerade tidningen Polyfem lämnade Hammarsköld såväl positivt upplysande som parodiska bidrag. Mest berömt är de under pseudonymen Nils Nyberg skrivna Sjökapten Baggfots papper. Med understöd av Benjamin Höijer, Jöns Jacob Berzelius och Agardh utgav han tidskriften Lyceum, där Hammarsköld skrev viktiga kritiska uppsatser, samt ensam Läsning i hvarjehanda (1810), allt i avsikt att uppmuntra till "sundare estetiska åsikter och romantisk poesi". Ett huvudarbete i denna strid var Kritiska bref rörande Herr Cantzlirådet C.G. af Leopolds samlade skrifter (samma år), en flytande skriven stridsskrift mot den gamle gustavianen, där överdrifterna och den häftiga tonen inte kan förta intrycket av skarp kritik och gott litterärt omdöme. 
Hans egna litterära alster, Kärleksqväden (1811), Sorgespelet Prins Gustaf (1812) och Poetiska studier (1813; se Atterboms granskning i Swensk litteraturtidning, 1813–1814) var mindre lyckade, även om de delvis haft litteraturhistorisk betydelse. Balladen Strömkarlen betecknar en vändpunkt i balladdiktningen och är en av de första dikterna på blandad vers under 1800-talet. Hammarsköld försökte även uppliva sonetten, terzinen, distikon med flera sällan använda versmått. Han bidrog med en mängd kritiska artiklar till Swensk litteraturtidning, oftast instruktiva, ibland bittra och skarpa. Särskilt kan framhållas hans uppskattning av Schack Staffeldt. Alltmer bunden av sina mångsidiga vetenskapliga arbeten, övergav Hammarsköld så småningom skönlitteraturen, efter berättelsen Helvin och Ellina eller trohetsprofvet (1817), novellhäftet Sju timmar på Fitja (1821) och översättningen av Reineke Fuchs (1827) samt några dikter i den av Hammarsköld och C.J.L. Almqvist utgivna Opoetisk calender för poetiskt folk (1821–1822).

## Filosofiska perioden
Bref öfver Plotins philosophiska lärobyggnad (1814), som sammanställde Plotinos med kristendomen, utgjorde början till hans filosofiska författarskap. Samtidigt sökte han genom en rad föreläsningar över de bildande konsternas historia (hållna 1815, utgivna 1817 under titeln Utkast till de bildande konsternas historia) att verka för folkbildningen, men på grund av ekonomiska förluster tvingades han även att söka ökade inkomster på författarbanan. Därför tillkom bland annat Första grunderna af grekiska språkläran (1818), det av Tegnér så illa åtgångna arbetet, Svenska vitterheten (1818–1819), som i sin nya, av Sondén bearbetade upplaga 1833 blivit Hammarskölds förnämsta och varaktigaste verk. Det innehåller visserligen misstag i enskildheter och fördelar kritik och beröm med partiskhet, men är grundläggande genom sin rikedom på nya uppgifter och sin klara uppställning. Svenska folksagor (1819) tillsammans med Johan Imnelius, den första och länge den enda i sitt slag, Beskrifning öfver Rosersberg (1821), Historiska anteckningar rörande fortgången och utvecklingen af det philosophiska studium i Sverige (1821; början av denna skrift belönades 1818 med stora priset av Kungliga Vitterhets Historie och Antikvitets Akademien). Mot slutet av sitt liv ägnade sig Hammarsköld, förutom åt tidningsuppsatser i "Nya Extraposten", 1819–1821, den av honom själv och C.J.L. Almqvist utgivna "Hennes", 1821, "Kometen", 1825–1827 med flera, mest åt filosofiska studier. Dessa ledde framför allt tillkomsten av verket Grunddragen af philosophiens historia (4 band, 1825–1827) och en Lärobok i logik (1827).

## Polemisk verksamhet
Utöver de många smärre tidningsuppsatserna, skrev han en ursinnig polemik mot Wallmark, Allmänna journalistens hederskrans (1819), den lilla ganska underhållande skriften Stridsfrågan i vår litteratur (samma år) och deltog i framställandet av Markalls sömnlösa nätter, vars "första natt" (1820) utgjorde en av Hammarsköld ursprungligen för "Polyfem" författad parodisk hjältedikt. Den omarbetades för det nya ändamålet av Atterbom, Sondén med flera ("kommittén för Markalls sömnlösa nätter").

## Redaktörskap
Som bibliograf och utgivare offentliggjorde Hammarsköld Svenska boktryckningshistorien (1810), Förtekning på de i Sverige från äldre, till närvarande tider, utkomna schole- och undervisningsböcker (1817), Repertorium för svenska bokhandeln (1823), upplagor av Stiernhielm (1818) och Stagnelius (1824–1826; ingen samtida verkar ha uppfattat Stagnelius med en sådan entusiasm som Hammarsköld, vilket framgår av hans nekrolog över skalden 1823). 
Hammarsköld var en av de ivrigaste deltagarna i fejden mot Grevesmöhlen 1815. Hans privata liv som make och familjefader var lyckligt, trots att slutet av hans liv förmörkades genom en affärsväns konkurs och rymning, som ekonomiskt drabbade Hammarsköld.

## Eftermäle
Den ovanliga omfattningen av Hammarskölds litterära alstring och det på nästan alla punkter banbrytande i hans verksamhet vittnar om hans sällsynt livliga och rika andliga utrustning och initiativförmåga. Han var i mångt och mycket skapt till tidningsman, skrev lätt och livligt, men var vanligen inte mån om den grammatiska korrektheten. Han hade stor mottaglighet för och ytterligt vidsträckta kunskaper, han var stridbar och hänförd av romantikens idéer. Den kritiska verksamhet, som Hammarsköld och Palmblad utövade, var i högsta grad betydelsefull. Bristerna i hans verk sammanhänger nära med förtjänsterna: övermåttet i kritik och entusiasm berodde på den lidelsefulla häftigheten hos honom, de många misstagen och felen på hans mångsyssleri och arbetsjäkt. Den parodiska dikt Hammarspik, i vilken Esaias Tegnér hämnades på Hammarsköld för dennes kritik av Nore, ger naturligtvis endast en vrångbild av Hammarsköld. Personligen var han en älskvärd natur, vars hem var en föreningspunkt för Stockholms författare och vetenskapsmän. Den mycket betydande brevväxling, som Hammarsköld förde med svenska och utländska skriftställare och som förvaras i Kungliga biblioteket, är en huvudkälla för kännedom om vår nyromantik. En liten del därav har givits ut av Gudmund Frunck.